# Mr. Moonlight
Pour les articles homonymes, voir Mr. Moonlight (homonymie).
Mr. Moonlight est une chanson écrite par Roy Lee Johnson (en) et enregistrée le 31 mai 1961. Publiée par le groupe Dr. Feelgood and the Interns avec William "Willie" Lee Perryman (mieux connu avec Piano Red son autre pseudonyme), chanteur et pianiste, et avec Johnson à la guitare.

## Version des Beatles
Pistes de Beatles for Sale
I'll Follow the Sun  Kansas City/Hey, Hey, Hey, Hey
L'interprétation la plus célèbre est la reprise des Beatles parue en 1964 sur l'album Beatles for Sale. John Lennon avait découvert cette chanson grâce à la version enregistrée par Piano Red . En Amérique du Nord, la chanson paraît sur l'album Beatles '65 et le E.P. 4 by the Beatles.
Sur le disque Anthology 1, on entend la prise 1, qui ne comprend que le vers du début, et la prise 4, version complète mais avec un solo de guitare d'Harrison. Ce solo sera éventuellement remplacé par de l'orgue joué par McCartney. C'est la prise 8 avec l'intro de la prise 4 qui sera retenue pour la version finale.

### Publication en France
La chanson arrive en France en juillet 1965 sur la face A du 45 tours EP (« super 45 tours ») Help!. Sur la face B figurent I'm Down et I'll Follow the Sun. La photo illustrant la couverture est de Robert Freeman.

## Interprètes
- John Lennon : chant, guitare rythmique
- Paul McCartney : chœurs, guitare basse, orgue
- George Harrison : guitare solo, tambour africain, chœurs
- Ringo Starr : percussions

### Équipe technique
- Producteur : George Martin
- Ingénieurs de son : Norman Smith, Ron Pender, Geoff Emerick